# 和田静夫
和田 静夫（わだ しずお、1926年（大正15年）10月1日 - ）は、日本の労働運動家、政治家。元参議院議員（3期）、元衆議院議員（1期）。

## 経歴
石川県金沢市生まれ。金沢一中、専修大学法学部を経て、1957年（昭和32年）同大大学院法学研究科私法学専攻を修了。東京都庁に入り新宿区役所に勤務。全日本自治団体労働組合組織部長などを経て、1968年（昭和43年）7月の第8回参議院議員通常選挙で日本社会党から全国区に立候補し初当選（以後10回・12回と連続3選）。以降3期目の任期終了直前まで務めた。1970年（昭和45年）11月には参議院決算委員会で、自民党と産経新聞の癒着について質している。
1986年（昭和61年）7月6日執行の衆参同日選挙となった第38回衆議院議員総選挙に東京1区から立候補。これにより、公示日の同年6月21日付で公職選挙法の規定により参議院議員を退職（自動失職）となった。衆議院への鞍替えを目指したが投開票の結果、次点で落選した。1987年（昭和62年）東京都知事選挙に社会党推薦で立候補するも現職の鈴木俊一に敗れる。
1990年（平成2年）2月、第39回総選挙に埼玉1区（定数3）から立候補し衆議院議員に初当選で国政に復帰。1993年（平成5年）1月、山花貞夫の下で党中央執行副委員長に就任するも6月の宮澤内閣不信任決議案可決後に実施された第40回総選挙で落選。その後、社会党を離れ、新社会党顧問に就任。
1996年（平成8年）第41回総選挙で比例東海ブロックに新社会党から立候補し落選。2001年（平成13年）自由連合に移籍して常任顧問となり「女性的平和国家の設立」を掲げ第19回参議院議員通常選挙（比例区）に立候補するも落選する。2003年（平成15年）秋の叙勲で旭日重光章受章。2006年（平成18年）10月まで、特定非営利活動法人「全国福祉情報推進協議会」代表理事を務める。
2007年（平成19年）2月同和問題や北方領土、竹島関係の本を高額で企業などに売りつけたとして、広島市中区の書籍販売会社「トラストジャパン」の代表李一雄らが広島県警公安課などに恐喝容疑で再逮捕された事件があり、同課などの調べで社員が販売時に名乗っていた二つの政治団体代表を和田が務め、和田の銀行口座には同社などから定期的に入金があったと報じられた。和田自身は「代表は名前を貸しただけ。李容疑者が政治団体の名前を使って書籍を売りつけ、恐喝などをしていたとは知らず、政治団体側から私の関与する口座への入金もない」などと関与を強く否定している。